# All the Pain Money Can Buy
| Críticas profissionais                                                      | Críticas profissionais |
| Avaliações da crítica                                                       | Avaliações da crítica  |
| Fonte                                                                       | Avaliação              |
| --------------------------------------------------------------------------- | ---------------------- |
| allmusic                                                                    | [ 1 ]                  |
| Alternative Press                                                           | [ 2 ]                  |
| The Music Box                                                               | [ 3 ]                  |
| Rolling Stone                                                               | [ 4 ]                  |
| Esta tabela precisa de ser acompanhada por texto em prosa. Consulte o guia. |                        |

All the Pain Money Can Buy (Toda a dor que o dinheiro pode comprar) é o segundo álbum de estúdio da banda americana de rock Fastball, lançado em 10 de Março de 1998.
O álbum incluí os sucessos "Out of My Head", "Fire Escape" e "The Way", que foi votada pelo VH1 como a 94ª melhor música dos anos noventa. All the Pain Money Can Buy chegou à 29ª colocação na Billboard 200 dos Estados Unidos.
Em 2018, o álbum foi relançado pela Omnivore Recordings com o título All the Pain Money Can Buy - 20th Anniversary Edition com nove faixas bônus.

## Faixas
1. "The Way"(O Caminho) – 4:17
2. "Fire Escape" (Escadaria de Incêndio) – 3:21
3. "Better Than It Was" (Melhor do que já foi) – 2:48
4. "Which Way to the Top?" (Qual o caminho para o topo?) (participação da cantora Poe) – 3:50
5. "Sooner or Later" (Mais cedo ou mais tarde) – 2:39
6. "Warm Fuzzy Feeling" (Sentimento quente e vago) – 1:55
7. "Slow Drag" – 3:37
8. "G.O.D. (Good Old Days)" (V.B.D. (Velhos, Bons Dias)) – 3:31
9. "Charlie, The Methadone Man" (Charlie, o homem metadona) – 3:17
10. "Out of My Head" (Fora de si) – 2:32
11. "Damaged Goods" (Bens danificados) – 3:02
12. "Nowhere Road" (Estrada do lugar nenhum) – 3:25
13. "Sweetwater, Texas" – 3:53

### 20th Anniversary Edition Bonus Tracks
1. Quit Your Job
2. Freeloader Freddie
3. The Way (cassette demo)
4. Fire Escape (demo)
5. Slow Drag (demo)
6. Sweetwater, Texas (demo)
7. Androgynous
8. This Guy's in Love with You
9. The Way (unpaved acoustic version)

## Certificações
| Ano  | Órgão Certificador | Certificação | Vendagem  |
| ---- | ------------------ | ------------ | --------- |
| 1998 | RIAA               | Platina      | 1,250,000 |
| 1998 | Music Canada       | Platina      |           |